# هلونچکان
هلونچکان یا هلنچکان، روستایی در دهستان هلونچکان بخش مرکزی شهرستان قصرقند در استان سیستان و بلوچستان ایران است. این روستا، مرکز دهستان هلونچکان است.

## جمعیت
بر پایه سرشماری عمومی نفوس و مسکن در سال ۱۳۹۵، جمعیت این روستا برابر با ۳،۹۸۶ نفر (۳۰۰ خانوار) بوده‌است.